# Phoebe Anna Traquair

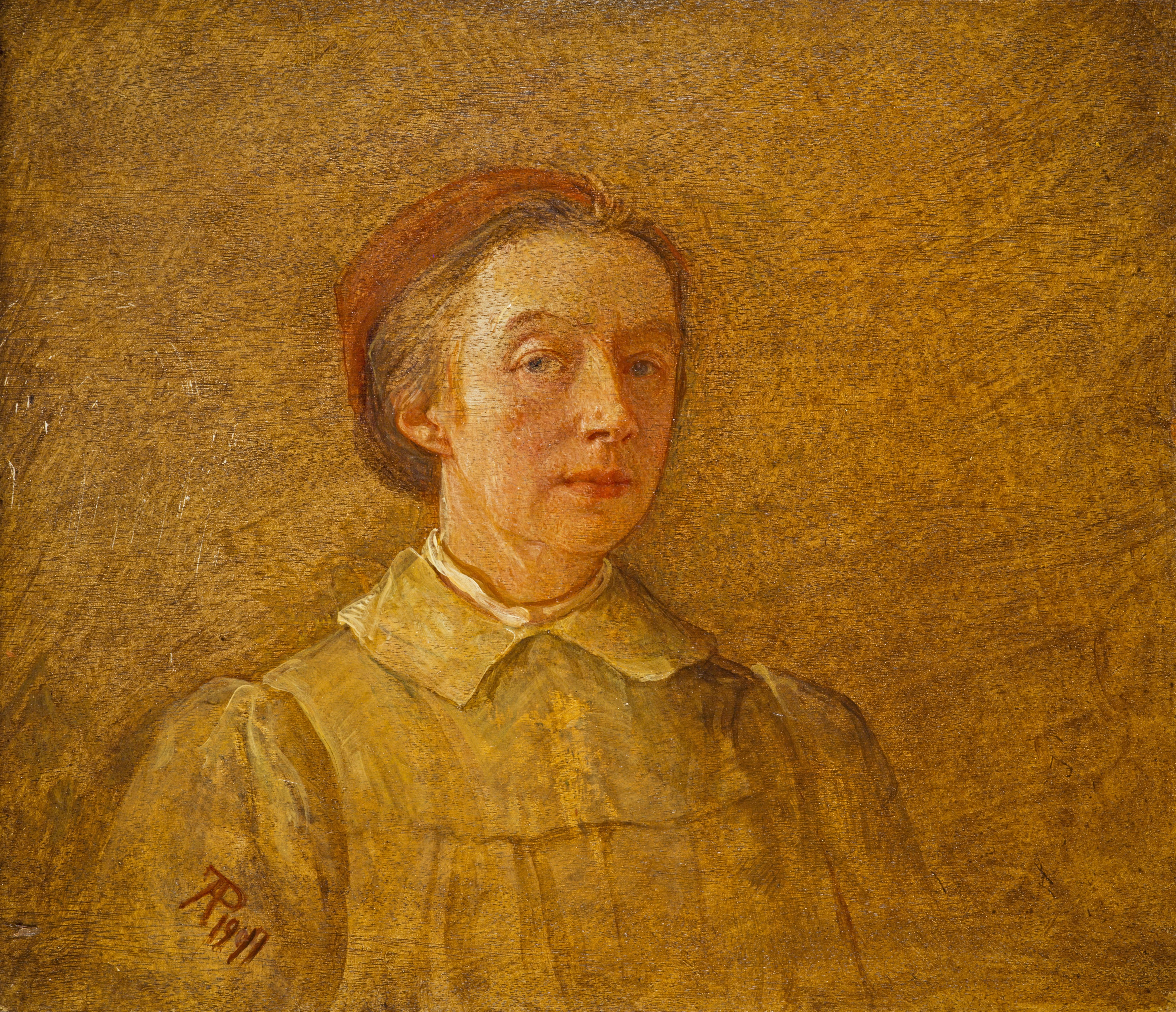
Phoebe Anna Traquair: Selbstporträt, 1911

Phoebe Anna Traquair, geb. Moss (* 24. Mai 1852 in Kilternan bei Dublin, Irland; † 4. August 1936 in Edinburgh, Schottland) war eine irisch-schottische Künstlerin, die als bedeutende Vertreterin der Arts-and-Crafts-Bewegung in Großbritannien gilt. Sie war Illustratorin, Malerin, Stickerei- und Emailkünstlerin und wurde 1920 als erste Frau zum Ehrenmitglied der Royal Scottish Academy gewählt.

## Leben

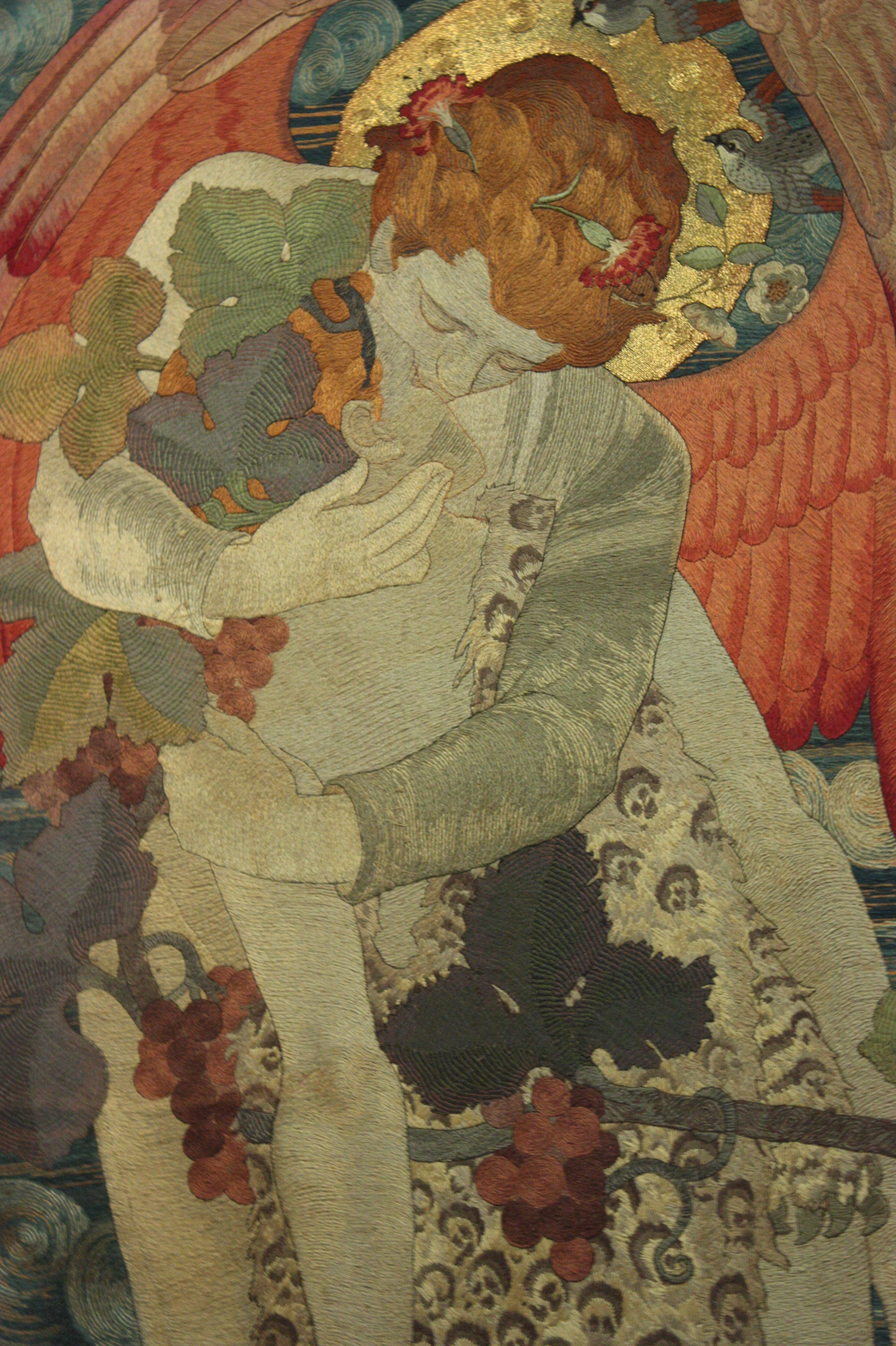
Stickerei von Phoebe Anna Traquair

Phoebe Anna Moss wurde 1852 in Kilternan bei Dublin geboren. Sie studierte an der School of Design in Dublin. Im Jahr 1873 heiratete sie den schottischen Paläontologen Ramsay Heatley Traquair und zog mit ihm nach Edinburgh, wo sie den größten Teil ihres Lebens verbrachte. Das Paar hatte drei Kinder, darunter den späteren Augenarzt Harry Moss Traquair. Phoebe Traquair war eng mit der kulturellen Szene Edinburghs verbunden und pflegte Kontakte zu Persönlichkeiten wie John Ruskin, William Holman Hunt und W. B. Yeats. Sie war eine engagierte Künstlerin, die sich intensiv mit verschiedenen Kunstformen auseinandersetzte.
Ab 1890 unterhielt sie ein Atelier im West End von Edinburgh, in dem sie illuminierte Manuskripte, Lederbände, Emailarbeiten (ab 1900) und andere Kunstwerke anfertigte. Zwischen den 1880er Jahren und dem frühen 20. Jahrhundert widmete sie sich zunehmend der Monumentalmalerei. 1880 erhielt sie von der Edinburgh Social Union den Auftrag, eine ehemalige Kohlenkammer im Edinburgh Hospital for Sick Children in eine Kapelle umzuwandeln. Es folgten Wandmalereien in der Song School der St Mary’s Episcopal Cathedral (1892 fertiggestellt), die ihr erstmals breite Aufmerksamkeit einbrachten. Mitte der 1890er Jahre wurde ein neues Kinderkrankenhaus in Sciennes gebaut, in dessen Kapelle Teile der ursprünglichen Wandmalereien übertragen wurden. Ihr umfangreichster Zyklus entstand zwischen 1893 und 1901 in der Catholic Apostolic Church in Edinburgh (heute Mansfield Traquair Centre).

## Werk

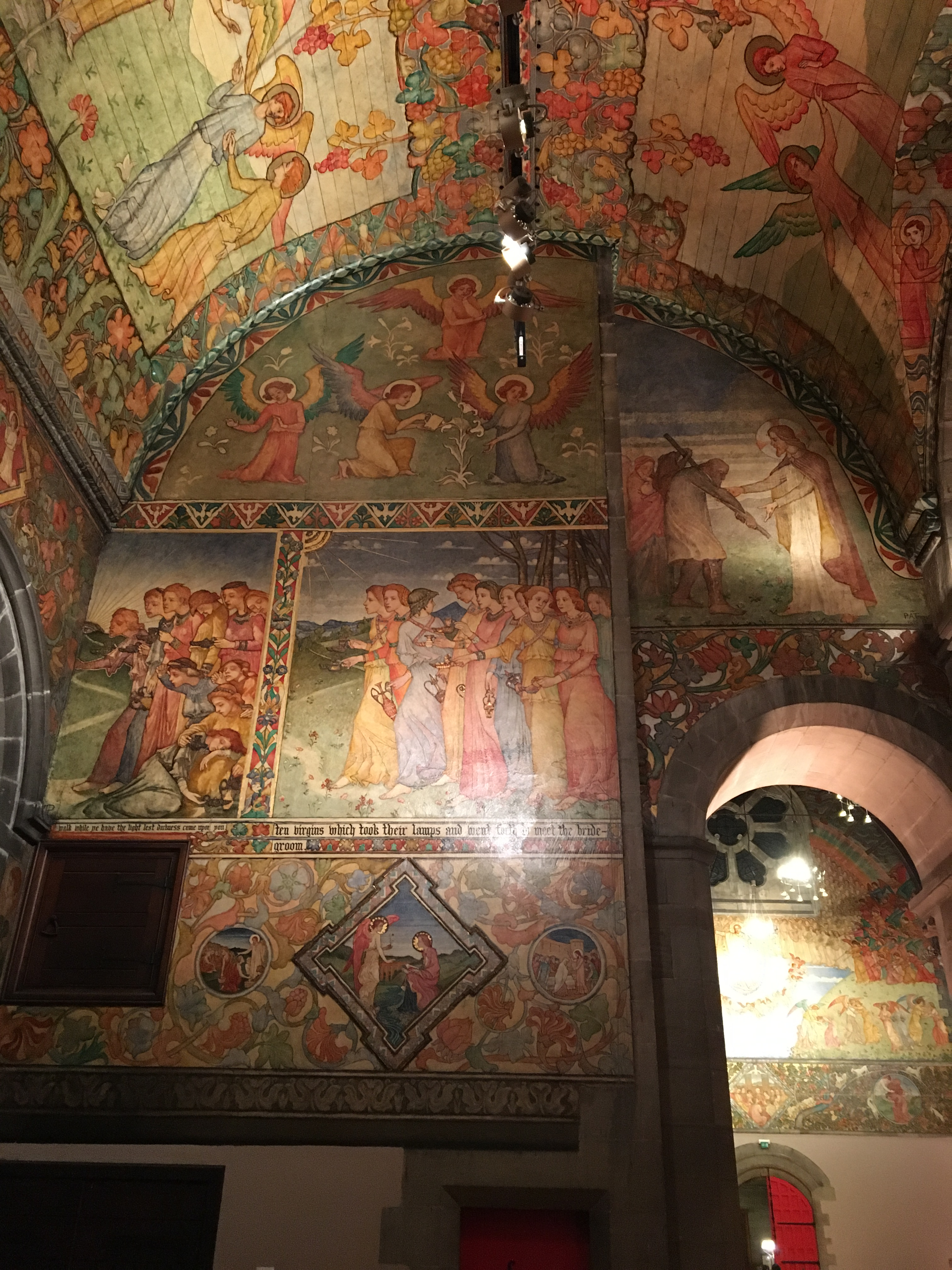
Phoebe Anna Traquair: Wandmalereien in der Südkapelle. Mansfield Traquair Centre

Phoebe Traquairs Schaffen war vielfältig und umfasste Wandmalerei, Buchillumination, Stickerei, Emailarbeiten und Schmuckdesign. Sie war stark von den Präraffaeliten, dem mittelalterlichen und byzantinischen Stil sowie von Künstlern wie William Blake und Dante Gabriel Rossetti beeinflusst.
Zu ihren wichtigsten Werken zählen
- Wandgemälde: Phoebe Traquair schuf großformatige Wandgemälde in mehreren Gebäuden in Edinburgh, darunter in der Singschule der St. Mary’s Episcopal Cathedral (1892), in der Begräbniskapelle des Royal Hospital for Sick Children (1885–1894) und in der Kirche am Mansfield Place (heute Mansfield Traquair Centre), die oft als „Sistine Chapel of Edinburgh“ (Sixtinische Kapelle von Edinburgh) bezeichnet wird.
- Stickereien: Ihre bekannteste Stickerei ist der vierteilige Zyklus The Progress of a Soul (1895–1902), der sich heute im National Museum of Scotland befindet.
- Buchilluminationen: Phoebe Traquair illuminierte Werke wie Sonnets from the Portuguese von Elizabeth Barrett Browning und The House of Life von Dante Gabriel Rossetti. Ihre Arbeiten zeigen eine tiefe spirituelle Symbolik und eine Verbindung zur keltischen Renaissance.
- Emailarbeiten und Schmuck: Sie schuf zahlreiche Emailarbeiten und Schmuckstücke, darunter die ersten emaillierten Wappentafeln für die Thistle Chapel der St Giles’ Cathedral in Edinburgh.

## Literatur

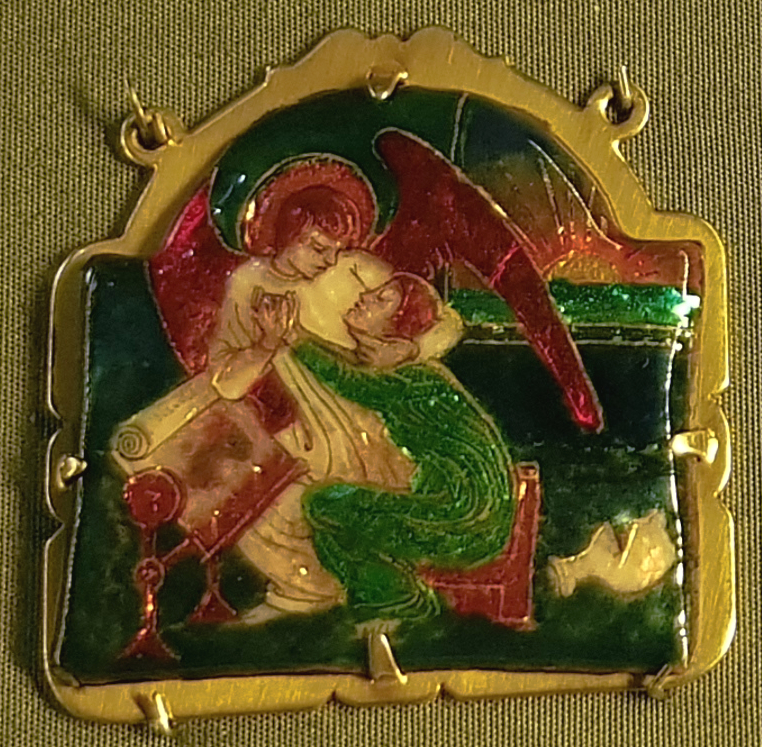
Emailplakette von Phoebe Traquair, ca. 1900/1910. Ulster Museum, Belfast